# Sergueï Ammossov
Sergueï Nikolaïevitch Ammossov (en russe : Серге́й Никола́евич Аммо́сов) est un peintre russe paysagiste, né le 24 mai 1837 (5 juin dans le calendrier grégorien), et mort à Moscou le 3 novembre 1886 (15 novembre dans le calendrier grégorien). Il était membre de la société des Ambulants. 

## Biographie
Après avoir suivi les cours de l'École de peinture, de sculpture et d'architecture de Moscou, il obtient le titre d'artiste de l'Académie de peinture en 1864. Lors de l'exposition des beaux-arts de 1869, il obtient le titre d'artiste du troisième degré avec sa toile Entrée au village de Koutouzov après la pluie, puis, en 1870, d'artiste du deuxième degré avec Lisière du bois dans les environs de Moscou et enfin, en 1872, le premier degré pour sa toile Le Champ de Poltova. Il est l'un des membres fondateurs de la société des artistes Ambulants, dans laquelle il joua un rôle actif de 1871 à 1886 avec 17 tableaux de paysages et de nombreuses études.

## Galerie

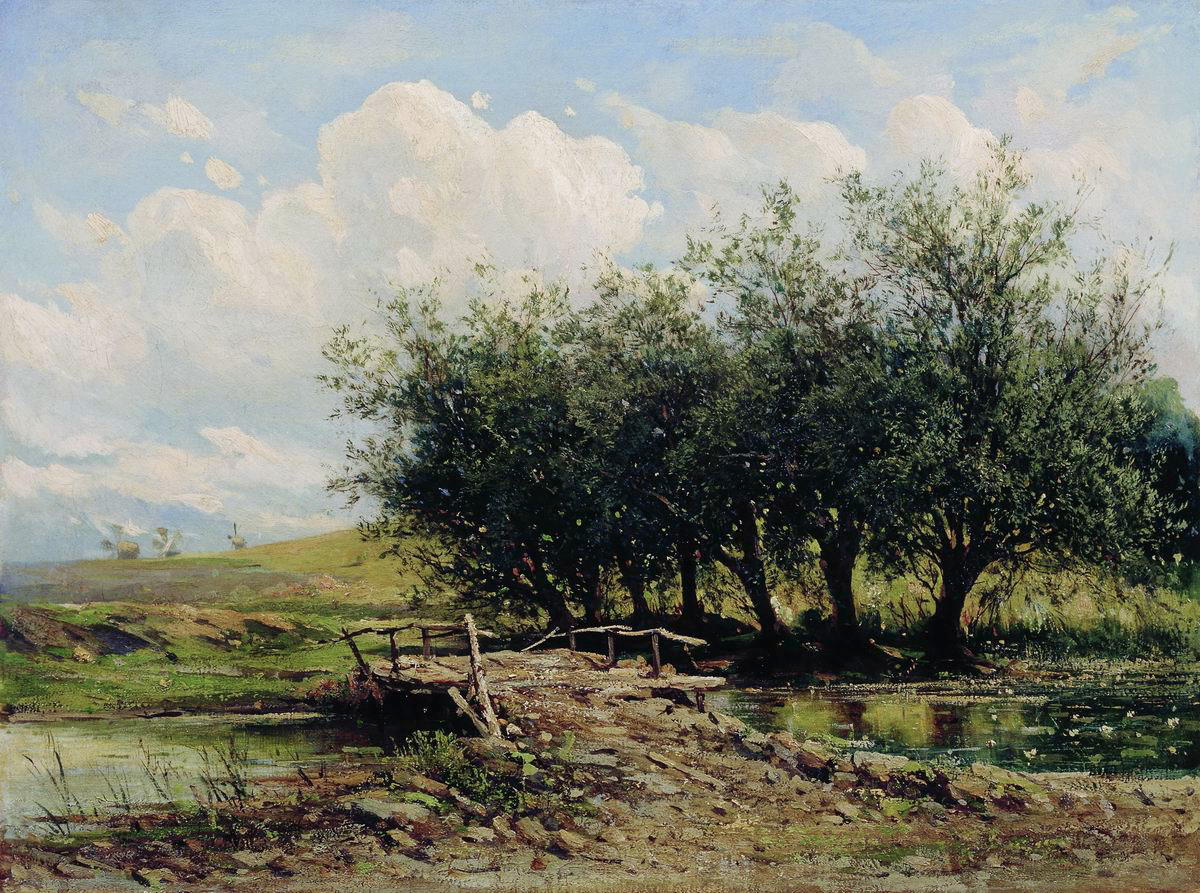
Le Petit Pont (avant 1886), huile, toile Musée de la République de Tchouvachie
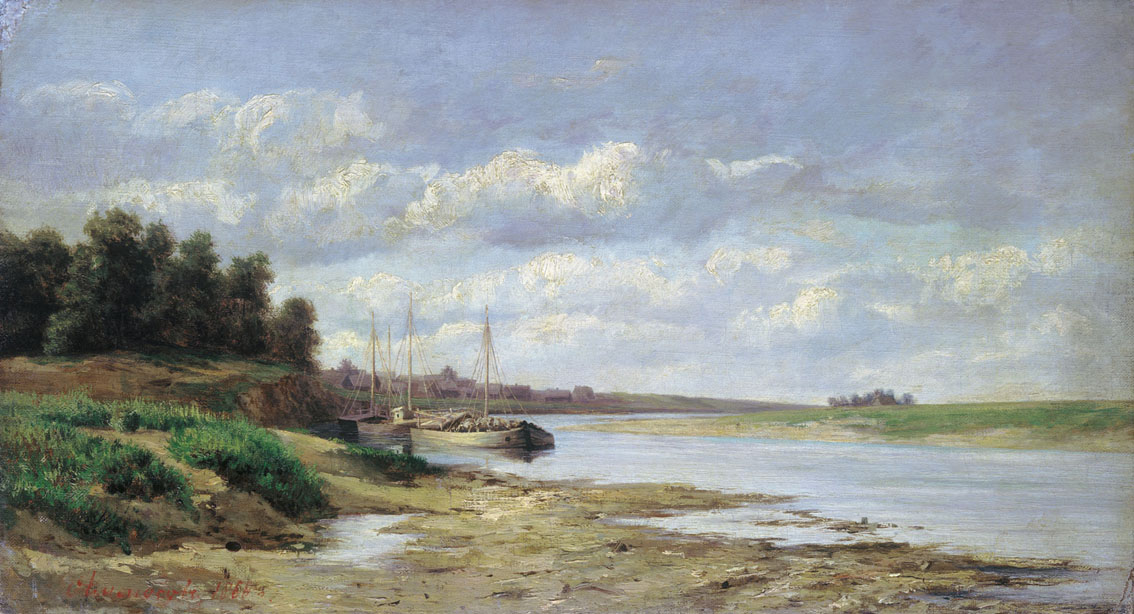
Barques sur le fleuve 1868, huile, toile — Musée d'art de Taganrog
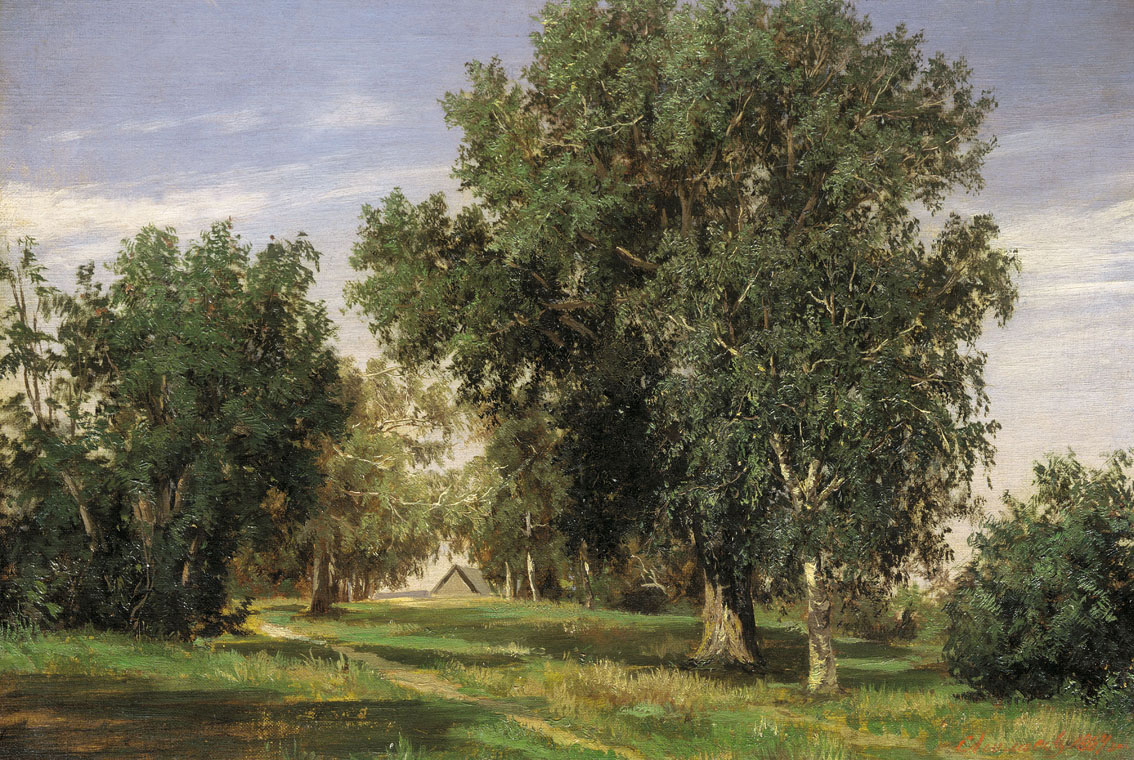
Clairière boisée 1869, huile sur carton — Galerie Tretiakov
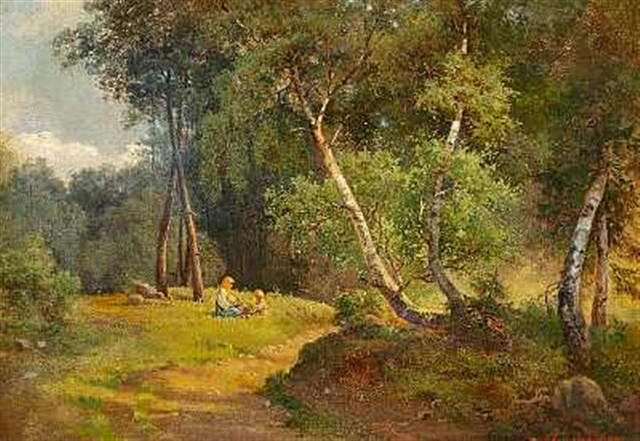
Deux jeunes filles dans la clairière 1867 , huile, toile — collection particulière
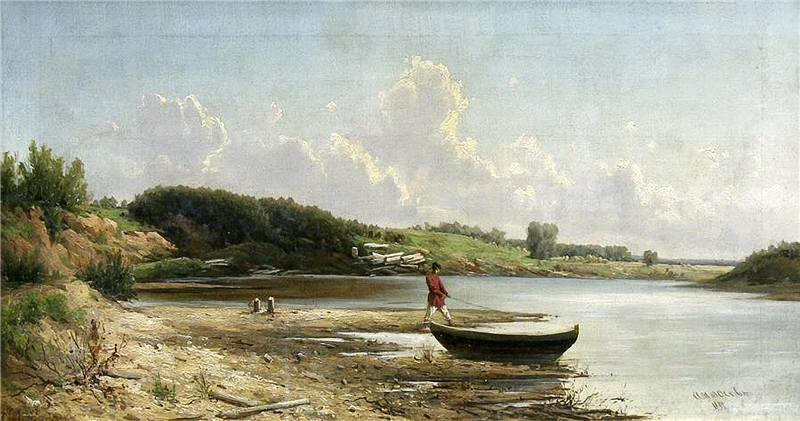
Pêcheur sur la berge 1879, huile, toile — collection particulière
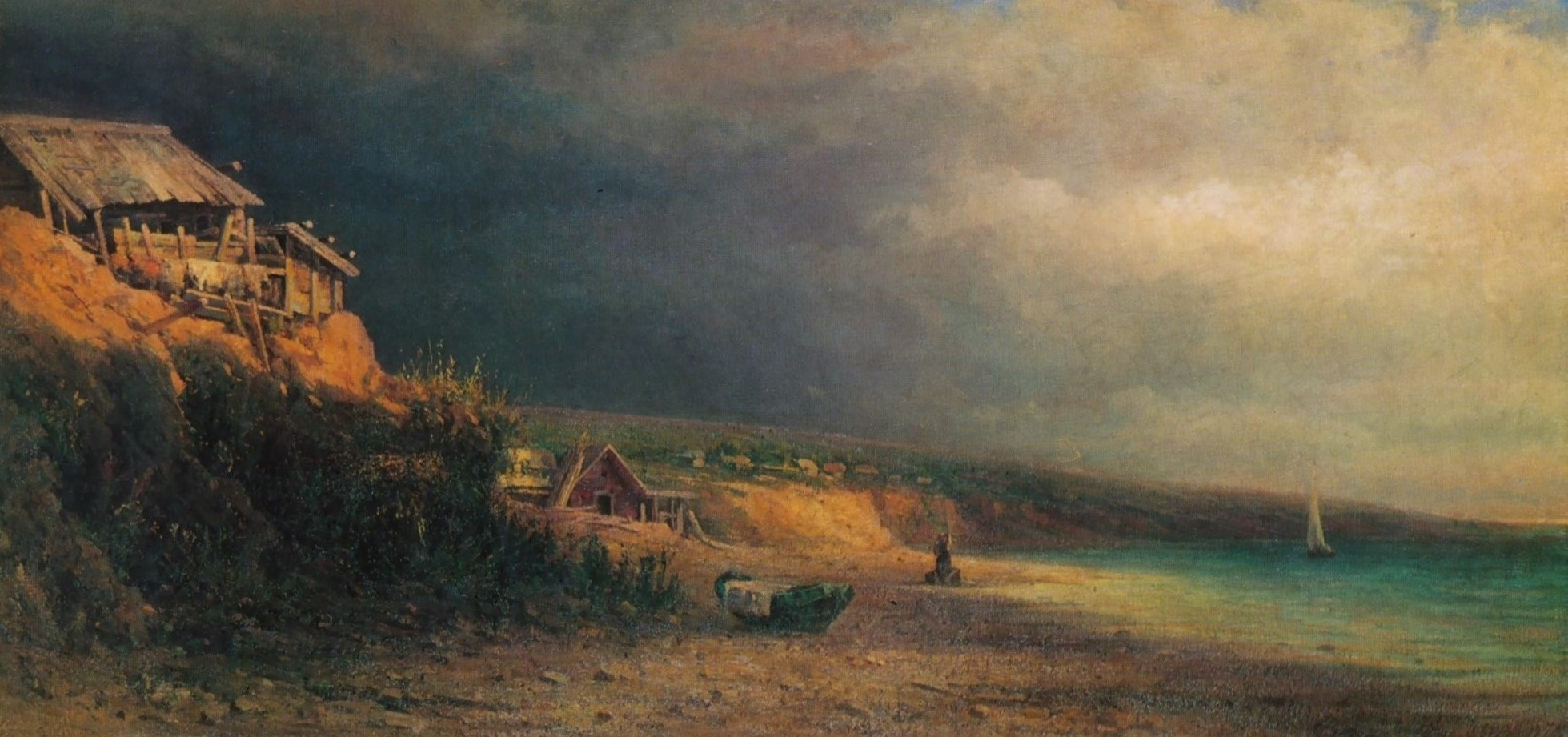
Avant l'orage 1874, huile, toile